# Remo nos Jogos Paralímpicos de Verão de 2016 - Skiff simples feminino
As disputas do skiff simples feminino, parte do remo nos Jogos Paralímpicos de Verão de 2016, foi realizada entre 9 e 11 de setembro na Lagoa Rodrigo de Freitas, Rio de Janeiro, Brasil.

## Resultados

### Classificatória
C1
| Pos. | Atleta                | País               | Tempo   | Notas |
| ---- | --------------------- | ------------------ | ------- | ----- |
| 1    | Wang Lili             | CHN China          | 5:21.04 | Q     |
| 2    | Moran Samuel          | ISR Israel         | 5:21.36 |       |
| 3    | Birgit Skarstein      | NOR Noruega        | 5:26.07 |       |
| 4    | Jacqueline Kapinowski | USA Estados Unidos | 5:48.69 |       |
| 5    | Sandra Khumalo        | RSA África do Sul  | 6:05.03 |       |
| 6    | Krisztina Lorincz     | HUN Hungria        | 6:56.54 |       |

C2
| Pos. | Atleta             | País              | Tempo   | Notas |
| ---- | ------------------ | ----------------- | ------- | ----- |
| 1    | Rachel Morris      | GBR Grã-Bretanha  | 5:32.15 | Q     |
| 2    | Claudia Santos     | BRA Brasil        | 5:38.62 |       |
| 3    | Liudmila Vauchok   | BLR Bielorrússia  | 5:44.98 |       |
| 4    | Kim Se-jeong       | KOR Coreia do Sul | 5:47.85 |       |
| 5    | Eleonora de Paolis | ITA Itália        | 5:50.99 |       |
| 6    | Mariana Gallo      | ARG Argentina     | 7:31.44 |       |

### Repescagem
R1
| Pos. | Atleta                | País               | Tempo   | Notas |
| ---- | --------------------- | ------------------ | ------- | ----- |
| 1    | Moran Samuel          | ISR Israel         | 5:22.96 | Q     |
| 2    | Liudmila Vauchok      | BLR Bielorrússia   | 5:45.38 | Q     |
| 3    | Jacqueline Kapinowski | USA Estados Unidos | 5:55.08 | q B   |
| 4    | Eleonora de Paolis    | ITA Itália         | 5:58.65 | q B   |
| 5    | Krisztina Lorincz     | HUN Hungria        | 6:46.31 | q B   |

R2
| Pos. | Atleta           | País              | Tempo   | Notas |
| ---- | ---------------- | ----------------- | ------- | ----- |
| 1    | Birgit Skarstein | NOR Noruega       | 5:28.28 | Q     |
| 2    | Claudia Santos   | BRA Brasil        | 5:34.50 | Q     |
| 3    | Kim Se-jeong     | KOR Coreia do Sul | 5:47.20 | q B   |
| 4    | Sandra Khumalo   | RSA África do Sul | 5:59.62 | q B   |
| 5    | Mariana Gallo    | ARG Argentina     | 7:06.84 | q B   |

## Finais
B
| Pos. | Atleta                | País               | Tempo   | Notas |
| ---- | --------------------- | ------------------ | ------- | ----- |
| 1    | Jacqueline Kapinowski | USA Estados Unidos | 5:46.71 |       |
| 2    | Kim Se-jeong          | KOR Coreia do Sul  | 5:52.00 |       |
| 3    | Eleonora de Paolis    | ITA Itália         | 5:54.13 |       |
| 4    | Sandra Khumalo        | RSA África do Sul  | 5:58.77 |       |
| 5    | Krisztina Lorincz     | HUN Hungria        | 6:45.15 |       |
| 6    | Mariana Gallo         | ARG Argentina      | 7:13.36 |       |

A
| Pos.              | Atleta           | País             | Tempo   | Notas           |
| ----------------- | ---------------- | ---------------- | ------- | --------------- |
| Medalha de ouro   | Rachel Morris    | GBR Grã-Bretanha | 5:13.69 | Recorde pessoal |
| Medalha de prata  | Wang Lili        | CHN China        | 5:16.65 |                 |
| Medalha de bronze | Moran Samuel     | ISR Israel       | 5:17.46 |                 |
| 4                 | Birgit Skarstein | NOR Noruega      | 5:25.04 |                 |
| 5                 | Liudmila Vauchok | BLR Bielorrússia | 5:34.16 |                 |
| 6                 | Claudia Santos   | BRA Brasil       | 5:34.77 |                 |